# Cercopithèque de l'Hœst
Allochrocebus lhoesti
Espèce
Synonymes
- Cercopithecus lhoesti (Sclater, 1899)

Statut de conservation UICN

 VU A4cd : Vulnérable
Statut CITES
Répartition géographique
Le Cercopithèque de l'Hœst (Allochrocebus lhoesti) est un singe qu'on trouve dans la partie supérieure de l'Est du Bassin du Congo. Ils vivent principalement dans les zones forestières de montagne, dominés par les groupes de femelles. Ils ont un manteau noir et se distinguent par une barbe blanche caractéristique.
Il s'agit d'une espèce protégée par la Convention de Washington.

## Dénomination
Philip Lutley Sclater a nommé Cercopithecus lhoesti en l'honneur de François L'Hoëst, directeur du zoo d'Anvers en 1898.
La dénomination taxinomique complète du Cercopithèque de l'Hœst peut varier selon les auteurs. Ces variations concernent d'une part l'année de description (1898 ou 1899) et d'autre part la présence ou non des parenthèses encadrant le nom de l'auteur et la date de description. Pour ce qui concerne la date, certains considèrent que les comptes rendus de la société zoologique de Londres pour l'année 1898 ont effectivement été publié en 1899 et que cette date s'applique, d'autres considèrent que la description a été effectivement présentée devant la société zoologique le 15 novembre 1898 et que cette date s'applique. Pour ce qui concerne les parenthèses, leur présence indique que le nom binominal initialement donné par l'auteur a été modifié. L'orthographe du nom binominal donné par Philip Lutley Sclater est Cercopithecus l'hoesti et certains contrairement à d'autres considèrent que la suppression de l'apostrophe (conformément à l'article 32.5.2.1 du code international de nomenclature zoologique) vaut modification.

## Caractéristiques

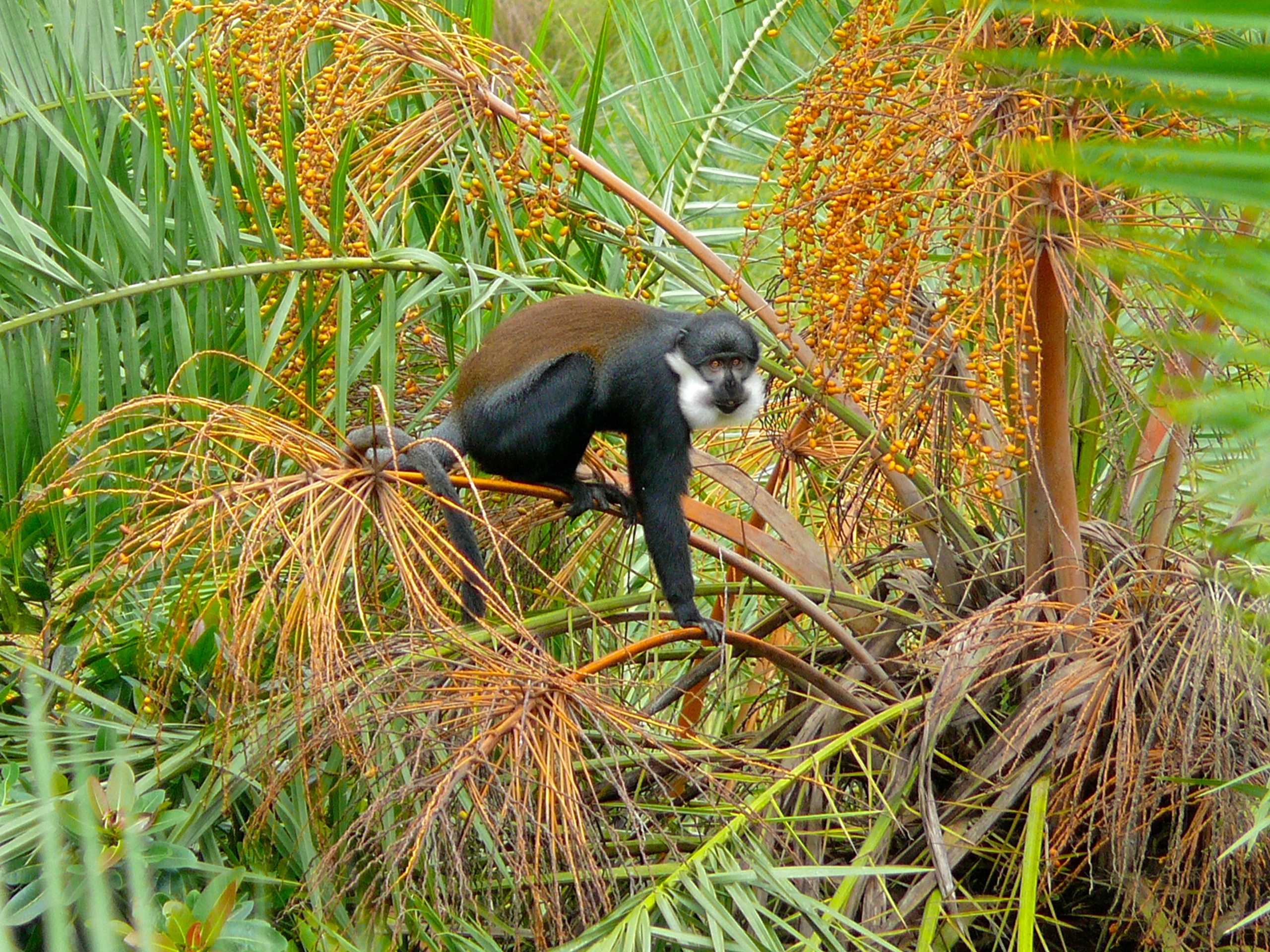
Cercopithèque de l'Hœst ♂ (Ouganda).

## Écologie et comportement

### Alimentation
Il se nourrit principalement de fruits, de feuilles et d'invertébrés (notamment d'insectes, de vers de terre et d'araignées). Il se nourrit particulièrement des fruits de Myrianthus arboreus, Polycias fulva, Musanga leo-errerae et de figues.

### Reproduction
Cette espèce est polygame, le mâle vit avec plusieurs femelles. La gestation dure 5 mois. Le petit naît les yeux ouverts, recouvert d'une fourrure brune. La fourrure s'assombrit peu à peu et atteint sa couleur définitive au bout de 2 à 3 mois.

## Habitat et répartition
Cette espèce est présente à l'est du RD Congo, au sud-ouest de l'Ouganda, au sud-ouest du Rwanda et au nord-ouest du Burundi.

## Classification
Certains auteurs préconisent de placer ce primate dans le genre Allochrocebus,.